# Isobel Bennett
Isobel Ida Bennett (Orde d'Austràlia de 1984) (Brisbane, 9 de juliol de 1909 - Sydney, 12 de gener de 2008) va ser una de les biòlogues marines més conegudes d'Austràlia. Ella (amb Elizabeth Pope) va ser assistent de William John Dakin en la recerca del seu llibre final, Australian Seashores, considerat per molts com «la guia definitiva sobre la zona intermareal i una font d'informació recomanada per als bussejadors». Després de la mort de Dakin el 1950, ella va veure el llibre fins a la seva publicació el 1952, i va continuar revisant-lo i reimprimint-lo amb una revisió completa el 1980 fins a 1992. En edicions posteriors, va ser inclosa com a coautora, després primer autor. També va escriure d'altres nou llibres, i va ser una de les primeres dones -junt amb Susan Ingham, Mary Gillham i Hope Black- per anar al sud amb les Expedicions d'Investigació Antàrtica Nacional d'Austràlia (ANARE).

## Biografia
Isobel Ida Bennett va néixer a Brisbane el 1909, es va educar a Somerville House i es va traslladar a l'edat de 16 anys quan la seva família es va mudar a Sydney. Va assistir a l'escola de negocis i va obtenir feina en una oficina de patents i durant quatre anys a la Junta Associated Board of the Royal Schools of Music, es va unir al Departament de Zoologia de la Universitat de Sydney el 1933. Des d'aquest moment fins a 1948, va treballar com a secretària, bibliotecària, demostradora i assistent d'investigació del professor WJ Dakin, i després com a assistent d'investigació del professor PDF Murray.
Des de 1950 va conduir regularment els estudiants a les estacions d'investigació de les illes Heron y Lizard a la Gran Barrera de Corall i va fer treball de camp a les costes de Victòria i Tasmània. Al 1959 va fer la seva primera visita a l'illa Macquarie amb el vaixell d'ajut ANARE, i va tornar el 1960, 1965 i el 1968. De 1959 a 1971, va ser Oficial Professional a la Universitat de Sydney. Va ser professora associada temporal a la Universitat Stanford el 1963.
Es va retirar el 1971, però va continuar sent una autora i investigadora activa. De 1974 a 1979 va treballar en el Departament de Pesca de Nova Gal·les del Sud i, durant aquest temps, va realitzar treballs de camp i estudis a les plataformes de roca costanera a les badies Jervis i Ulladulla, i a les costes de l'illa de Lord Howe, l'illa de Norfolk i l'illa Flinders.
Bennett va morir a Sydney a l'edat de 98 anys. Els seus documents i una col·lecció a la ratlla de 500 diapositives en color que cobreixen l'última edició de Australian Seashores han estat donats a la Biblioteca Nacional d'Austràlia i al voltant de 400 diapositives més restants.

## Publicacions
A més a més de les edicions de Australian Seashore, Bennett va escriure els següents llibres: 
- On the Seashore (1969)
- Shores of Macquarie Island (1971)
- The Great Barrier Reef (1971)
- A Coral Reef Handbook (1978)
- Discovering Lord Howe Island (1979)
- Discovering Norfolk Island (1983)
- Australia's Great Barrier Reef (1987)
- Australia's deepest blue mystery (1932)